# Schiedea haleakalensis
Schiedea haleakalensis är en nejlikväxtart som beskrevs av Degener och Sherff. Schiedea haleakalensis ingår i släktet Schiedea och familjen nejlikväxter. Inga underarter finns listade i Catalogue of Life.

## Bildgalleri

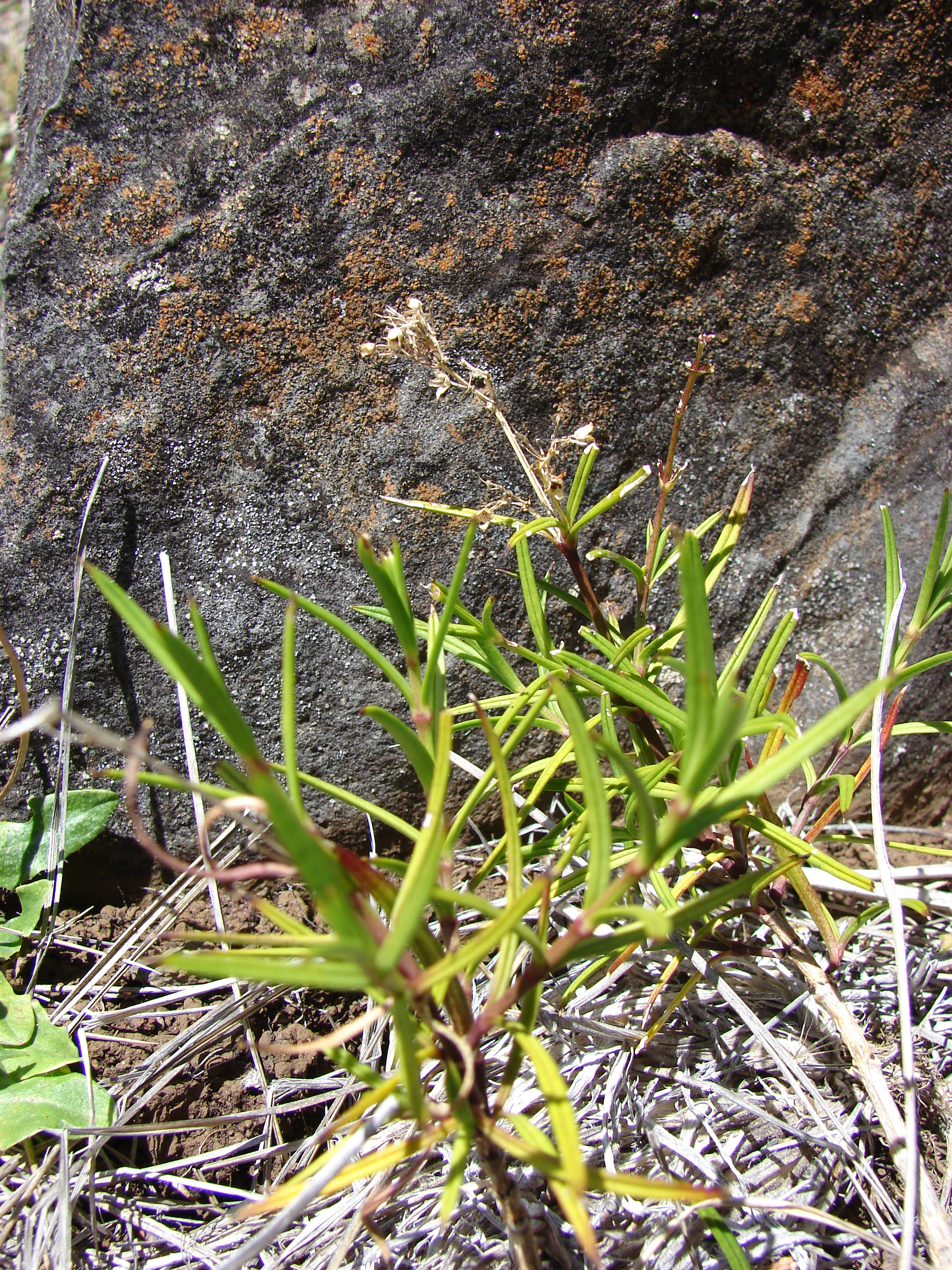
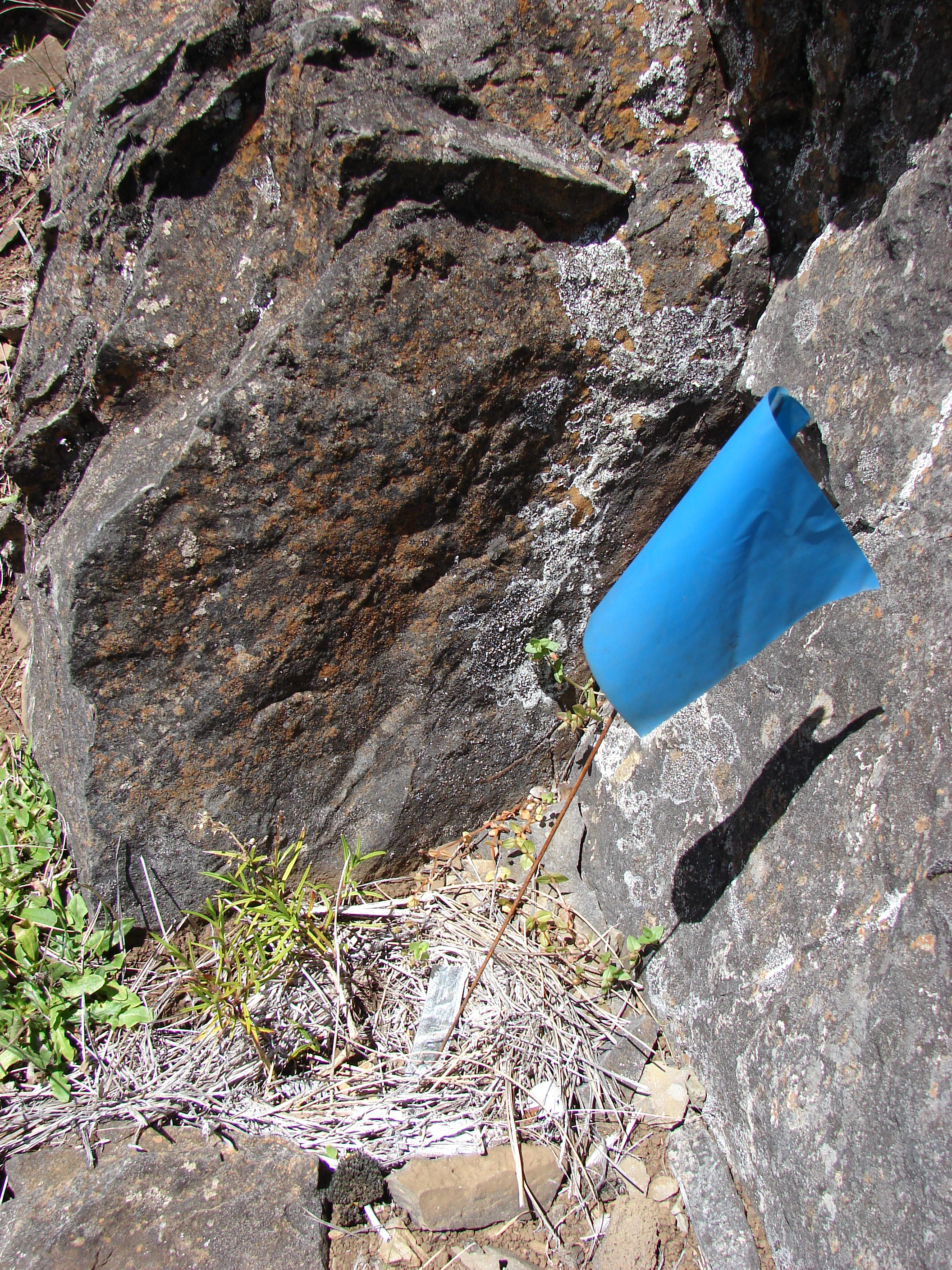
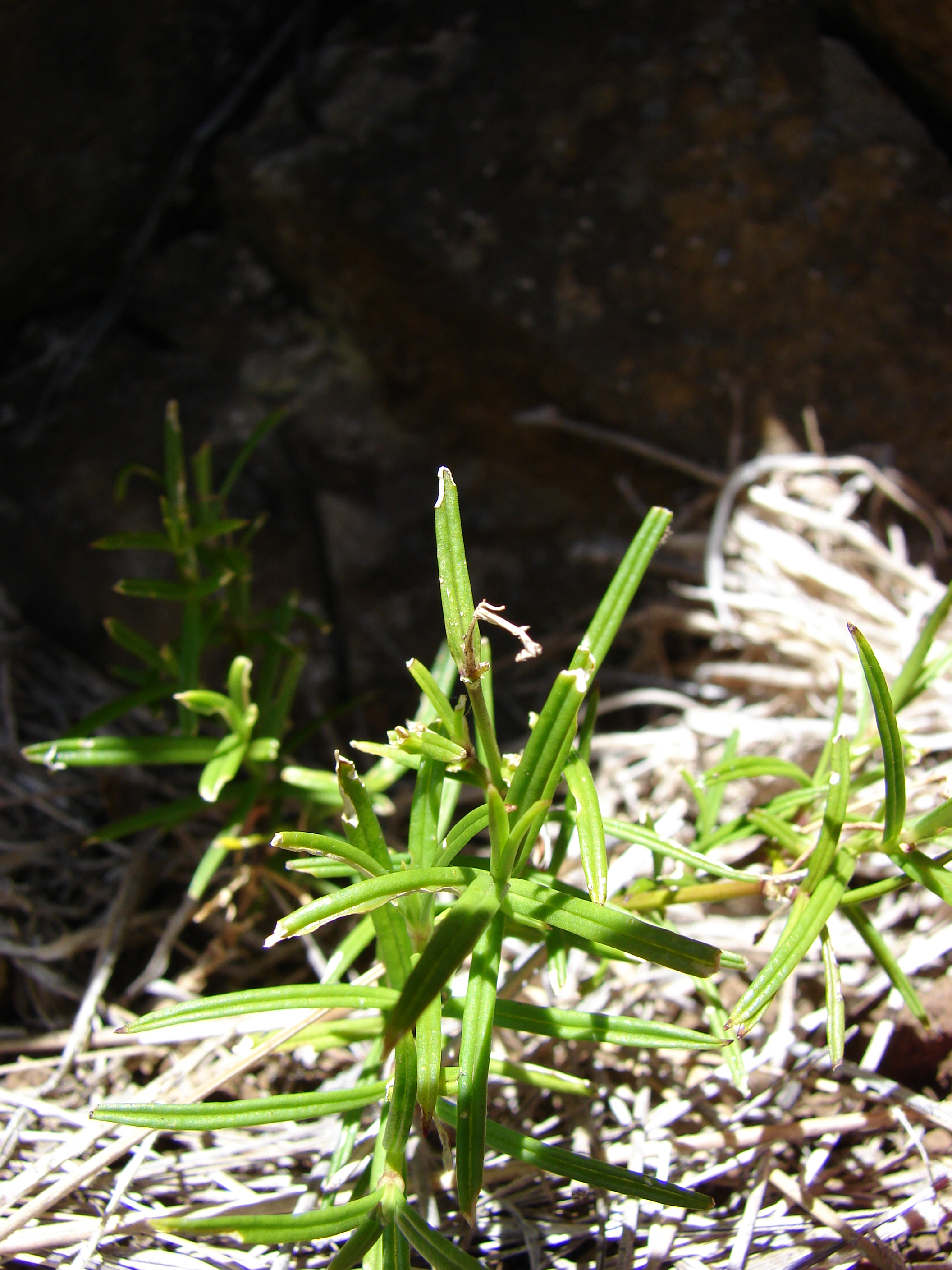